# Marchegg
Marchegg (horvátul Marhek) osztrák város Alsó-Ausztria Gänserndorfi járásában. 2020 januárjában 2989 lakosa volt. 

## Elhelyezkedése

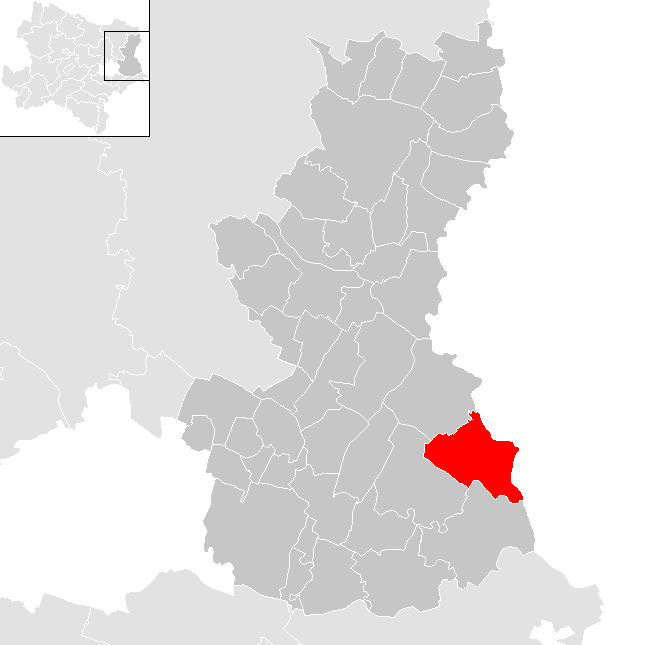
Marchegg a Gänserndorfi járásban

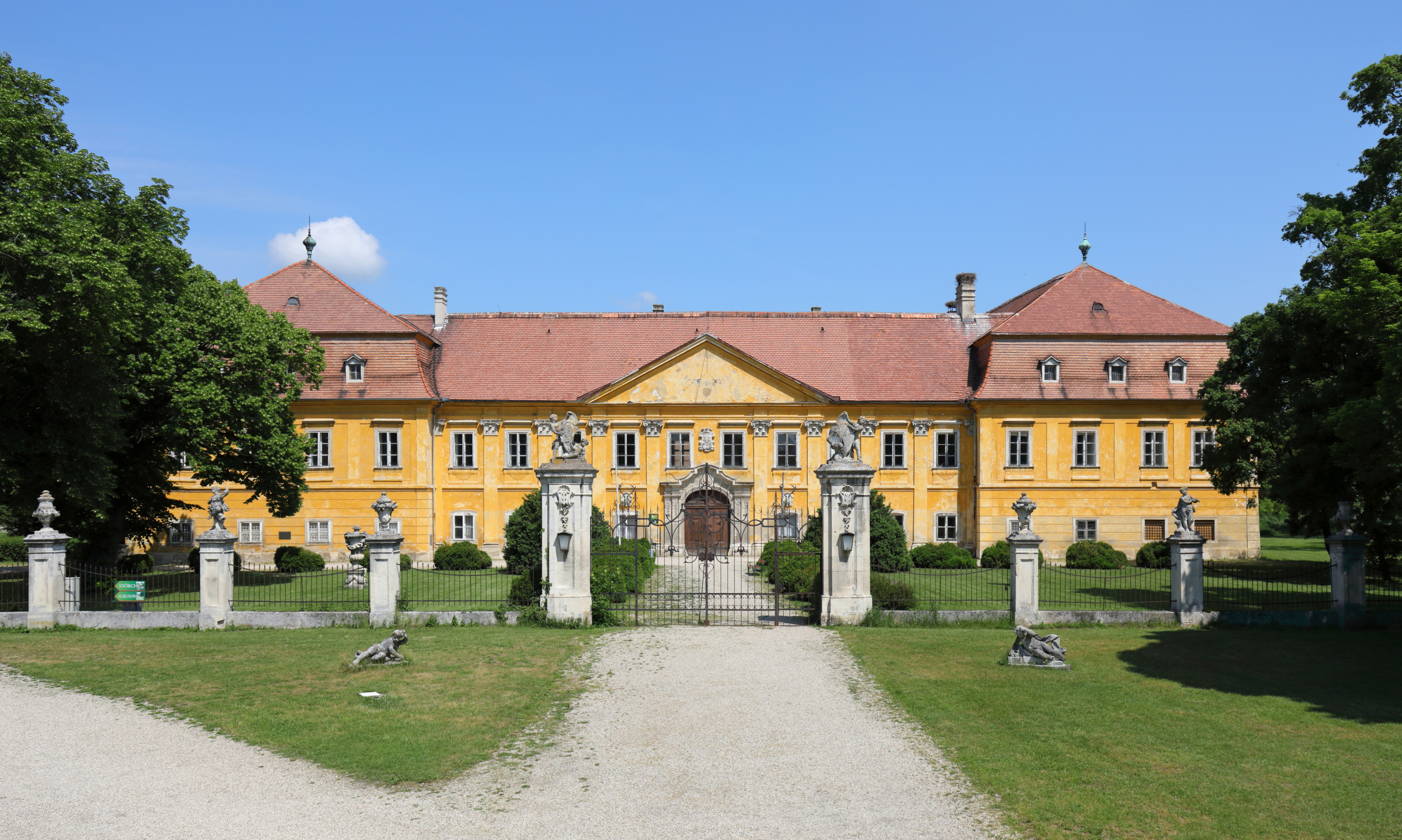
A marcheggi kastély

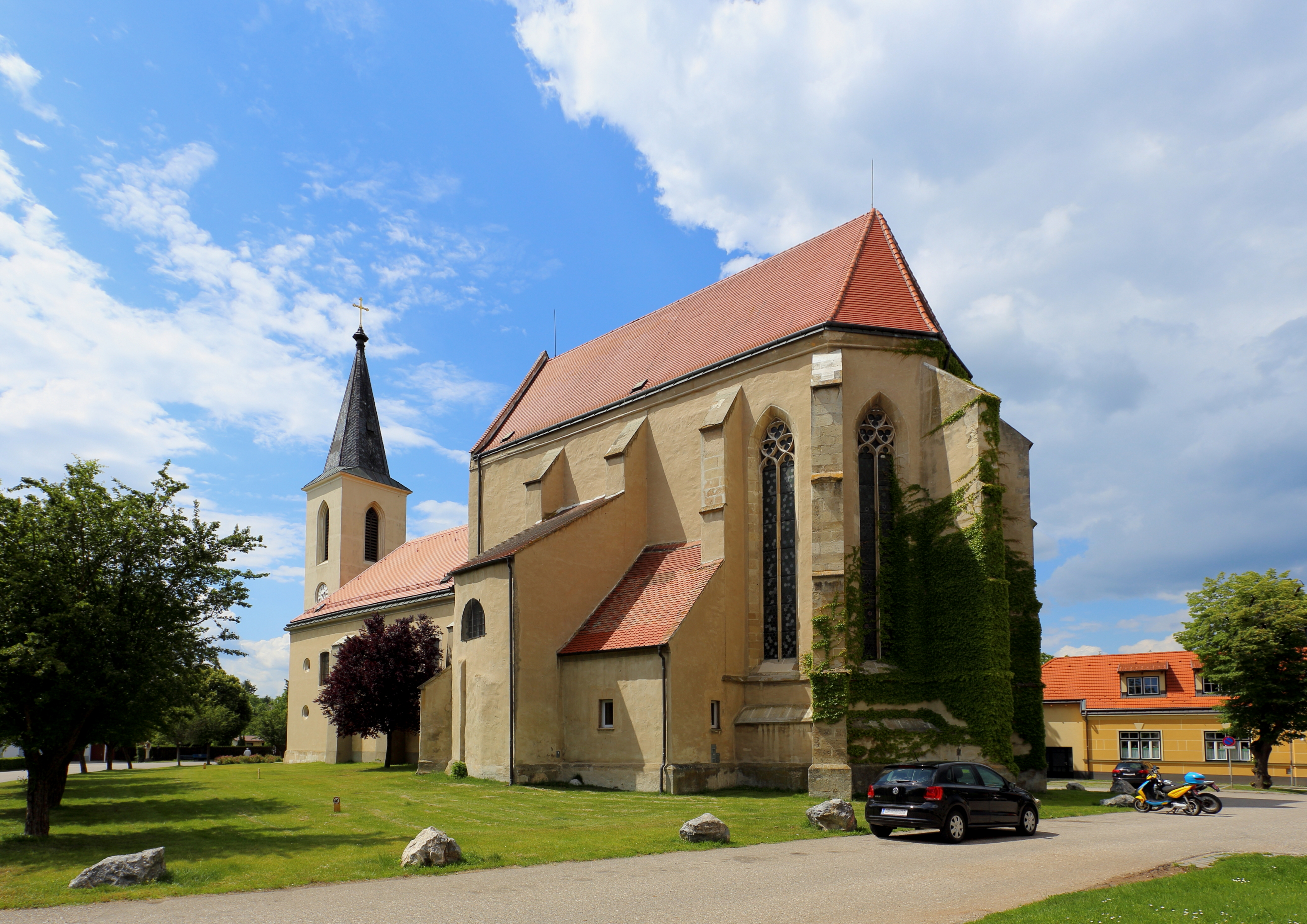
A Szt. Margit-plébániatemplom

Marchegg a tartomány Weinviertel régiójában fekszik a Morva-mező keleti részén, a Morva folyó jobb partján, a szlovák határ mentén. Szlovákiával egy vasúti híd köti össze, közúti összeköttetés nincs. A folyómenti ártéri erdők védettek. Területének 15,7%-a erdő, 70,2% áll mezőgazdasági művelés alatt. Az önkormányzat két települést egyesít: Breitensee (760 lakos 2020-ban) és Marchegg (2229 lakos).
A környező önkormányzatok: délre Engelhartstetten, nyugatra Lassee, északnyugatra Weiden an der March, északra Nagymagasfalu, északkeletre Zohor, keletre Stomfa, délkeletre Pozsony Dévényújfalu városrésze (utóbbi négy Szlovákiában). 

## Története
Marchegget II. Ottokár cseh király, az Osztrák Hercegség akkori ura alapította 1268-ban, a magyar határ ellenőrzésére. Várát árokkal és felvonóhíddal erősítették meg, a város köré falat emeltek. Az erőd és a település az osztrák herceg birtoka volt – bár az uralkodók sokszor kiadták másodlagos hűbérbe vagy elzálogosították – míg 1621-ban Erdődi Pálffy Pál főkamarás szerezte meg, és családé is maradt egészen 1848-ig. A város fő jövedelme a borra kivetett adó volt, lakói főleg mezőgazdasággal foglalkoztak.   
A határvárost több alkalommal elfoglalták. 1328-ban Károly Róbert magyar király beavatkozott az osztrák örökösödésbe és a Lackfi István vezette sereg Marchegget is megszállta. 1477-ben Mátyás magyar király foglalta el a várost. A törökök Bécs 1529-es és 1683-as ostrománál is felgyújtották. 1703/05-ben Rákóczi kurucai fosztották ki, 1809-ben pedig Napóleon hadai szállták meg. Az első gyárat 1876-ban alapították, a Tschinkel cég cikóriából készített kávépótlót. A második világháború végén, 1945-ben felrobbantották a Morva-hidat, a szovjetek tüzérségi tűz alá vették és néhány lakóházat le is romboltak. A város 1945 áprilisától 1955-ig szovjet megszállás alá került. 
1973. szeptember 8-án a vasúti hídon áthaladó vonaton palesztin terroristák túszul ejtettek hét, Szovjetunióból Izraelbe kivándorló zsidót. A terroristák azt követelték, hogy zárják be a kivándorló zsidók schönaui kastélyban működő átmeneti szállását. Az osztrák kormány engedett a követelésnek, a túszejtők pedig Líbiába távozhattak.      

## Lakosság
A marcheggi önkormányzat területén 2020 januárjában 2989 fő élt. A lakosságszám 1981 óta gyarapodó tendenciát mutat. 2018-ban az ittlakók 81,3%-a volt osztrák állampolgár; a külföldiek közül 1,4% a régi (2004 előtti), 11,6% az új EU-tagállamokból érkezett. 4,1% a volt Jugoszlávia (Szlovénia és Horvátország nélkül) vagy Törökország, 1,5% egyéb országok polgára volt. 2001-ben a lakosok 74,4%-a római katolikusnak, 3,1% evangélikusnak, 7% mohamedánnak, 12,8% pedig felekezeten kívülinek vallotta magát. Ugyanekkor 19 magyar élt a városban; a legnagyobb nemzetiségi csoportokat a német (87,9%) mellett a törökök (5,4%) és a horvátok (1,2%) alkották. 
A népesség változása:

| 2016 | 2 934 |
| 2018 | 2 960 |

## Látnivalók

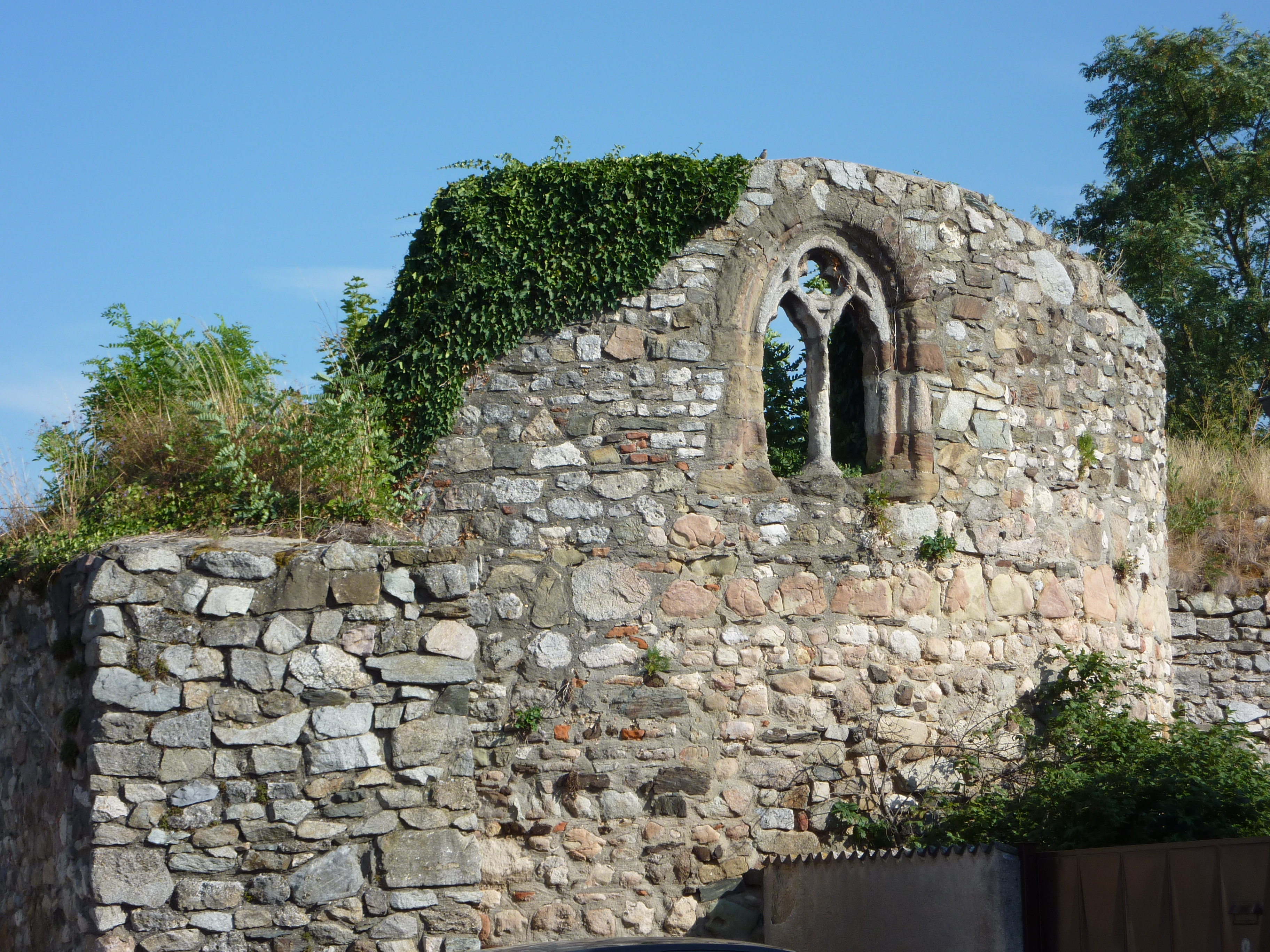
A városfal Magyar-kapuja

- a marcheggi kastélyt Pálffy Pál építtette a középkori vár helyén, majd Pálffy Miklós nádor 1715 körül barokkosította, ekkor nyerte el mai külsejét
- a középkori városfal a megmaradt Magyar- és Bécsi-kapuval
- a Szt. Margit-plébániatemplom
- a breitenseei Péter és Pál-plébániatemplom
- a vasúttörténeti múzeumdepó a vasútállomáson
- a March-Thaya-Auen természetvédelmi terület a Morva ártéri erdein

## Fordítás
- Ez a szócikk részben vagy egészben  a   Marchegg című német Wikipédia-szócikk ezen változatának fordításán alapul.  Az eredeti cikk szerkesztőit annak laptörténete sorolja fel. Ez a jelzés csupán a megfogalmazás eredetét és a szerzői jogokat jelzi, nem szolgál a cikkben szereplő információk forrásmegjelöléseként.